# Nosodendron fasciatum
Nosodendron fasciatum är en skalbaggsart som beskrevs av Joly 1991. Nosodendron fasciatum ingår i släktet Nosodendron och familjen almsavbaggar. Inga underarter finns listade i Catalogue of Life.